# Ankomsten
Ankomsten är en bildbok skriven av Shaun Tan. Boken saknar helt text, och handlar om en man som lämnar sitt hem och sin familj för att flytta till ett annat land,. Mannen försöker hitta jobb och bostad, och lära känna andra mer integrerade invandrare. Mot slutet återförenas han med sin familj i det nya landet.